# Kignan
Kignan est une ville et une commune du Mali, dans le (nouveau) cercle de Kignan et la région de Sikasso.
La commune de Kignan regroupe la ville de Kignan et 16 villages.

## Villages
- Ngana

## Économie
La Compagnie malienne pour le développement du textile (CMDT) possède une usine d’égrenage à Kignan.